# Энтропион
Энтропион (заворот век) — заболевание, при котором край века и ресницы повернуты к глазному яблоку. Это приводит к постоянному раздражению глаза, образованию эрозии и язв роговицы, инъекции конъюнктивальных сосудов, слезотечению. Различают следующие формы заворота век: врожденный, возрастной, спастический и рубцовый.
При энтропионе невыраженной степени наблюдается неполное прилегание века к глазу и эверзия слезной точки. При его крайней степени вся конъюнктива нижнего века обращена кнаружи, а ресничный край находится у края глазницы.  

## Врожденный заворот век
Врожденный заворот века чаще наблюдается у представителей монголоидной расы и является следствием утолщения кожи и гипертрофии волокон круговой мышцы глаза у ресничного края и часто исчезает в течение первых месяцев жизни ребенка.